# Namibite
La namibite è un minerale.